# Église Saint-Basile-d'Ostrog de Mišljen
Pour les articles homonymes, voir Église Saint-Basile.
L'église Saint-Basile-d'Ostrog (en serbe cyrillique : Црква Светог Василија Острошког ; en serbe latin : Crkva Svetog Vasilija Ostroškog) est située en Bosnie-Herzégovine, sur le territoire du village de Mišljen et dans la municipalité de Ljubinje. Elle est inscrite sur la liste provisoire des monuments nationaux de Bosnie-Herzégovine.